# Elezioni regionali in Basilicata del 2019
Le elezioni regionali italiane del 2019 in Basilicata si sono svolte il 24 marzo per eleggere il nuovo Presidente della Basilicata e i 20 membri del consiglio regionale. Le consultazioni elettorali hanno visto la vittoria del candidato Vito Bardi, sostenuto da una coalizione di centro-destra. Si è trattata di una sconfitta significativa per il centrosinistra, che governava la regione ininterrottamente dal 1995 e in cui godeva di largo consenso.

## Presentazione delle candidature
- Il professor Valerio Tramutoli è il candidato presidente per la lista Basilicata Possibile.
- Antonio Mattia è il candidato per la carica di presidente della Regione lucana per il Movimento 5 Stelle[1].
- Per il centrodestra il candidato alla presidenza della regione lucana è il generale della Guardia di Finanza Vito Bardi che è appoggiato dai partiti in una coalizione: Lega, Forza Italia, Fratelli d'Italia[2].
- Il Partito Democratico e i Radicali Lucani[3] appoggiano la candidatura di Marcello Pittella, alla sua seconda corsa, per il seggio da Presidente della Regione lucana[4]. Successivamente anche PSI, Realtà Italia e i Verdi appoggiano la candidatura di Pittella. Pittella il 20 febbraio rinuncia e annuncia la candidatura al suo posto di Carlo Trerotola; subito dopo entra in coalizione Liberi e Uguali (contrario alla ricandidatura di Pittella).

## Sondaggi

### Candidato presidente
| Data    | Istituto  | Vito Bardi | Carlo Trerotola | Antonio Mattia | Valerio Tramutoli | Indeciso |
| Data    | Istituto  | CDX        | CSX             | M5S            | SX                | Indeciso |
| ------- | --------- | ---------- | --------------- | -------------- | ----------------- | -------- |
| 8 marzo | Venum 3.0 | 28,67      | 26,14           | 16,51          | 3,83              | 24,86    |

### Liste e coalizioni
| Data    | Istituto  | CDX   | CDX | CDX  | CDX  | CDX  | CDX    | CSX       | CSX  | CSX  | CSX    | CSX   | CSX    | M5S   | SX   | Indeciso |
| Data    | Istituto  | Lega  | FI  | FdI  | IDeA | BP   | Totale | Trerotola | PD   | MDP  | Avanti | Altri | Totale | M5S   | SX   | Indeciso |
| ------- | --------- | ----- | --- | ---- | ---- | ---- | ------ | --------- | ---- | ---- | ------ | ----- | ------ | ----- | ---- | -------- |
| 8 marzo | Venum 3.0 | 12,09 | 7,1 | 3,73 | 2,41 | 2,37 | 27,70  | 6,81      | 5,51 | 3,92 | 2,64   | 2,09  | 20,97  | 16,51 | 3,83 | 30,99    |

## Affluenza
Il corpo elettorale per le elezioni del 24 marzo 2019 risultava composto da 573.970 elettori. Alla chiusura dei seggi l'affluenza definitiva si è attestata al 53,52%, in aumento rispetto al 2013 del 5,92%.
| Provincia  | Affluenza | Variazione |
| ---------- | --------- | ---------- |
| Basilicata | 53,52%    | 5,92%      |
| Matera     | 56,03%    | 9,01%      |
| Potenza    | 52,40%    | 4,53%      |

## Risultati
|                                             | Vito Bardi ✔️ Presidente | 124 716              | 42,20 | Lega                                                          | 55 393  | 19,15 | 6  |  |  |
| Forza Italia                                | Vito Bardi ✔️ Presidente | 124 716              | 42,20 | 26 457                                                        | 9,14    | 3     |    |  |  |
| Fratelli d'Italia                           | Vito Bardi ✔️ Presidente | 124 716              | 42,20 | 17 112                                                        | 5,91    | 1     |    |  |  |
| IDeA - Un'Altra Basilicata                  | Vito Bardi ✔️ Presidente | 124 716              | 42,20 | 12 094                                                        | 4,18    | 1     |    |  |  |
| Basilicata Positiva - Bardi Presidente      | Vito Bardi ✔️ Presidente | 124 716              | 42,20 | 11 492                                                        | 3,97    | 1     |    |  |  |
|                                             | Carlo Trerotola          | 97 866               | 33,11 | Avanti Basilicata                                             | 24 957  | 8,63  | 2  |  |  |
| Comunità Democratiche - Partito Democratico | Carlo Trerotola          | 97 866               | 33,11 | 22 423                                                        | 7,75    | 2     |    |  |  |
| Progressisti per la Basilicata              | Carlo Trerotola          | 97 866               | 33,11 | 12 908                                                        | 4,46    | –     |    |  |  |
| Partito Socialista Italiano                 | Carlo Trerotola          | 97 866               | 33,11 | 10 913                                                        | 3,77    | –     |    |  |  |
| Basilicataprima Riscatto                    | Carlo Trerotola          | 97 866               | 33,11 | 9 748                                                         | 3,37    | –     |    |  |  |
| Lista del Presidente Trerotola (CD - PP)    | Carlo Trerotola          | 97 866               | 33,11 | 9 559                                                         | 3,30    | –     |    |  |  |
| Verdi - Realtà Italia                       | Carlo Trerotola          | 97 866               | 33,11 | 5 492                                                         | 1,90    | –     |    |  |  |
| Seggio di coalizione                        | Seggio di coalizione     | Seggio di coalizione | 33,11 | 1                                                             |         |       |    |  |  |
|                                             | Antonio Mattia           | 60 070               | 20,32 | Movimento 5 Stelle                                            | 58 658  | 20,27 | 3  |  |  |
|                                             | Valerio Tramutoli        | 12 912               | 4,37  | La Basilicata Possibile (Possibile - SI - PRC - PCI - DiEM25) | 12 124  | 4,19  | –  |  |  |
| Totale                                      | Totale                   | 295 564              | 100   |                                                               | 289 330 | 100   | 20 |  |  |
|                                             |                          |                      |       |                                                               |         |       |    |  |  |
| Schede bianche                              | Schede bianche           | 3 100                | 1,01  |                                                               |         |       |    |  |  |
| Schede nulle                                | Schede nulle             | 11 624               | 3,78  |                                                               |         |       |    |  |  |
| Votanti                                     | Votanti                  | 307 188              | 53,52 |                                                               |         |       |    |  |  |
| Elettori                                    | Elettori                 | 573 970              |       |                                                               |         |       |    |  |  |
|                                             |                          |                      |       |                                                               |         |       |    |  |  |
| Fonte: Ministero dell'interno               |                          |                      |       |                                                               |         |       |    |  |  |

## Consiglieri eletti
| Collegio | Lista            | Lista                                       | Eletto                     | Preferenze |
| -------- | ---------------- | ------------------------------------------- | -------------------------- | ---------- |
| Potenza  |                  | Lega                                        | Francesco Fanelli          | 7.038      |
| Potenza  | Carmine Cicala   | Lega                                        | 4.420                      |            |
| Potenza  | Massimo Zullino  | Lega                                        | 3.183                      |            |
| Potenza  | Tommaso Coviello | Lega                                        | 3.032                      |            |
| Potenza  | Donatella Merra  | Lega                                        | 1.995                      |            |
| Potenza  |                  | Movimento 5 Stelle                          | Gianni Leggieri            | 4.061      |
| Potenza  | Gino Giorgietti  | Movimento 5 Stelle                          | 3.042                      |            |
| Potenza  |                  | Forza Italia                                | Francesco Cupparo          | 4.331      |
| Potenza  | Francesco Piro   | Forza Italia                                | 2.635                      |            |
| Potenza  |                  | Avanti Basilicata                           | Marcello Maurizio Pittella | 8.803      |
| Potenza  |                  | Comunità Democratiche - Partito Democratico | Mario Polese               | 3.668      |
| Potenza  |                  | IDeA - Un'Altra Basilicata                  | Vincenzo Baldassarre       | 1.337      |
| Matera   |                  | Movimento 5 Stelle                          | Giovanni Perrino           | 3.325      |
| Matera   |                  | Lega                                        | Pasquale Cariello          | 3.016      |
| Matera   |                  | Comunità Democratiche - Partito Democratico | Roberto Cifarelli          | 4.240      |
| Matera   |                  | Forza Italia                                | Rocco Leone                | 4.260      |
| Matera   |                  | Basilicata Positiva Bardi Presidente        | Piergiorgio Quarto         | 2.242      |
| Matera   |                  | Avanti Basilicata                           | Luca Braia                 | 2.637      |
| Matera   |                  | Fratelli d'Italia                           | Giovanni Vizziello         | 2.030      |

## Galleria d'immagini

Distacco tra il primo e il secondo candidato